# Bendis

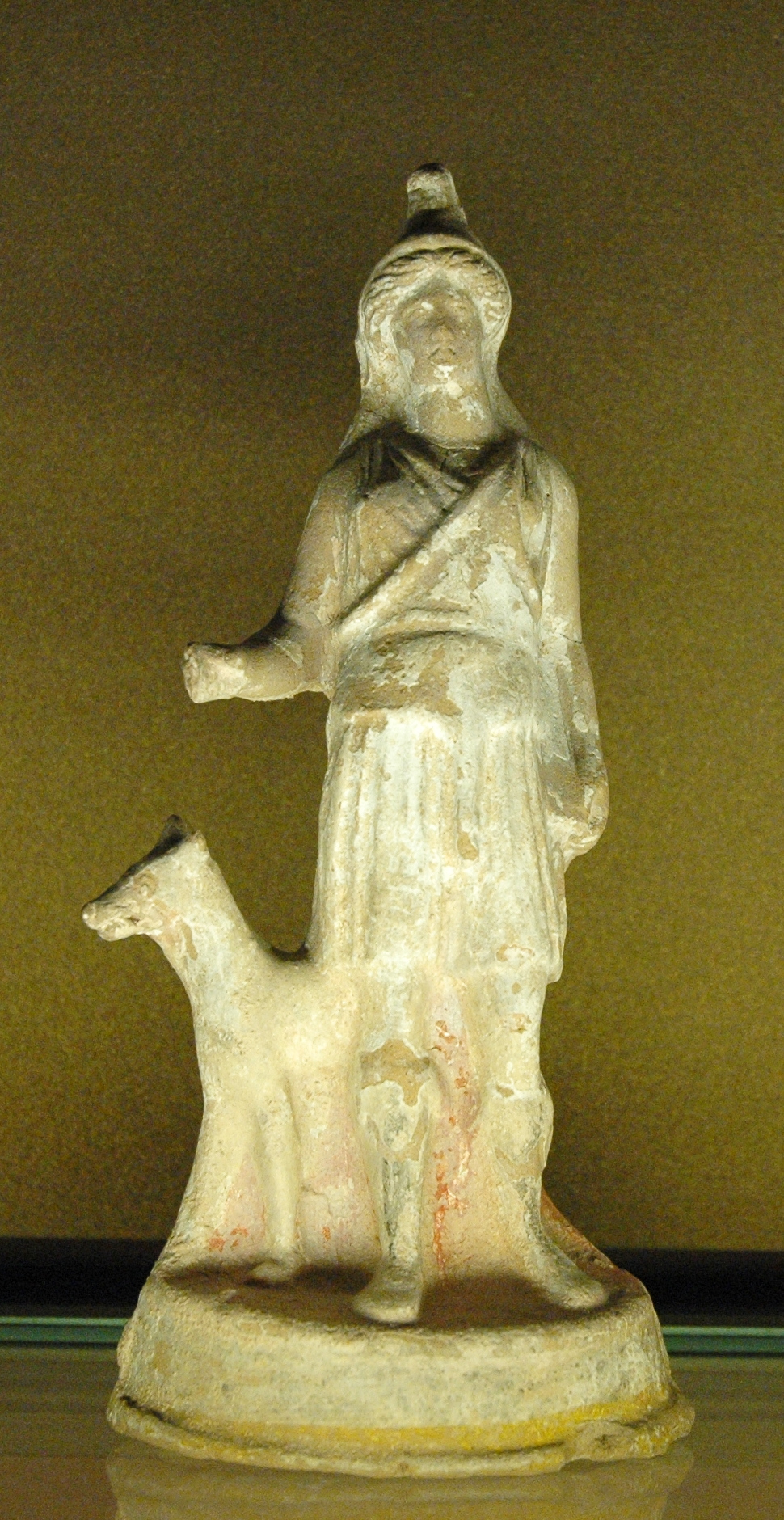
Figurina in terracotta modellata, 350 a.C. circa (forse ritrovato a Tanagra, raffigurante Bendis con un berretto frigio e una nebris (Museo del Louvre, CA 159)

Bendis, conosciuta anche come Bendi o Bendide (in greco antico: Βενδῖς?), era la dea della Luna e della caccia adorata in Tracia e, dal V secolo a.C. in poi, anche in Attica; gli Ateniesi, in base alle sue caratteristiche, la identificavano con Artemide "Munichia".
Il culto di Bendis ha lasciato pochissime tracce in Tracia, e queste sono quasi sempre posteriori all'età classica. Si può invece affermare che in Attica il culto di Bendis fu uno dei più floridi in età classica: Bendis, infatti, è la divinità tracia citata col maggior numero di dettagli dagli scrittori greci (tra cui Platone, all'inizio del suo dialogo La Repubblica), e le vicende del suo culto furono strettamente legate alla turbolenta storia di Atene nel periodo della guerra del Peloponneso.

## Culto di Bendis in Tracia
Dato che non si è conservata alcuna fonte scritta tracia, l'unica prospettiva per definire il culto di Bendis in Tracia è quella greca. Erodoto, quando menziona velocemente la religione tracia, non nomina Bendis, ma parla di Artemide: secondo gli studiosi moderni Erodoto, qui come in altri casi, identifica una divinità straniera (Bendis) colla corrispondente divinità greca (Artemide) al fine di farsi capire facilmente dal pubblico greco, al quale la sua opera era rivolta.
Nessuno scrittore greco nomina espressamente il culto di Bendis in Tracia. Tito Livio menziona un tempio della dea nella regione, ma la sua testimonianza riguarda l'epoca romana; il tempio, di cui finora non sono emersi resti archeologici, si trovava vicino al fiume Evros, vicino all'odierna İpsala. Allo stesso modo, in Tracia non sono emersi resti di altri templi o santuari dedicati a Bendis.
Neanche le iscrizioni danno informazioni riguardo al culto di Bendis: in cinque casi Bendis è attestato come nome proprio femminile, ma in nessuno di questi ci sono riferimenti all'omonima dea. Esistono alcuni antroponimi derivati da Bendis (Bendidoro, Bendidora, Bendifane, Bendizeta, Debabenzi…), attestati in Tracia, in Attica e in aree ad esse connesse (Eubea, Macedonia, Taso, Eno, Maronea, Bisanzio e nord della Turchia), ma nella maggior parte dei casi le iscrizioni che li citano sono di età ellenistica o successive.
L'unica vera prova del culto di Bendis in Tracia potrebbe venire dall'isola di Samotracia: Claude Brixhe ritiene che alcune iscrizioni, debitamente ricostruite, possano restituire una dedica a Bendis e quindi provare la presenza di un suo santuario sull'isola. Al momento, però, non si dispone di prove decisive.

### Iconografia in Tracia
In Tracia sono stati ritrovati molti rilievi raffiguranti una divinità femminile: di solito vengono identificati con Artemide o con Bendis. Sono state distinte due categorie iconografiche:
- La prima categoria è l'Artemide-Bendis ellenizzata, presente in alcune tavolette votive del II/III secolo d.C. ritrovate nelle valli dello Strimone, del Vardar e del Mesta, nei Rodopi occidentali e presso Filippopoli.[7] La dea presenta i tratti tipici di Artemide: indossa un vestito corto, degli stivali alti e un cappello di pelliccia, impugna una lancia o un arco, è accompagnata da dei cani o da un cervo. Artemide-Bendis viene adorata in quanto divinità protettrice dei bambini (in greco antico: κουροτρόφος?, "allevatrice di bambini").[7]
- La seconda categoria è la Bendis-Grande Madre, di origine pre-greca: anche se non ci sono prove scritte, si nota una somiglianza colla Magna Mater latina, colla Potnia Theron greca e colla Cibele frigia.[8] Bendis-Grande Madre è strettamente legata al culto della fertilità, al matrimonio, al parto dei bambini, e, più in generale, alla protezione degli animali, delle piante e di tutta la natura; questi tratti sono simili a quelli dell'Artemide arcaica e dell'Artemide basileia ("regina"), descritta da Erodoto quando parla del culto della fertilità praticato dalle ancelle trace e peonie.[8] La dea spesso ha come attributi pigne e spighe di grano.[8]

A Bendis sono state legate anche alcune divinità della notte (Ecate, Cibele e Coti), associate al ciclo della vita e alla fertilità. In particolare, Bendis era legata alla Grande Dea dell'isola di Lemno, i cui adepti praticavano la magia nera e compivano sacrifici umani: un frammento di ceramica di età arcaica proveniente da Lemno, raffigurante una cacciatrice, attesta il legame tra le due dee.
In molti templi e santuari Bendis, in base alle sue caratteristiche, era identificata con altre divinità greche: oltre alle già nominate Artemide ed Ecate, in alcune zone venivano adorate Parthenos (di solito identificata con Artemide o Atena) e Phosphoros ("portatrice di luce" o "portatrice di torce", di solito identificata con Artemide).

## Culto di Bendis in Attica

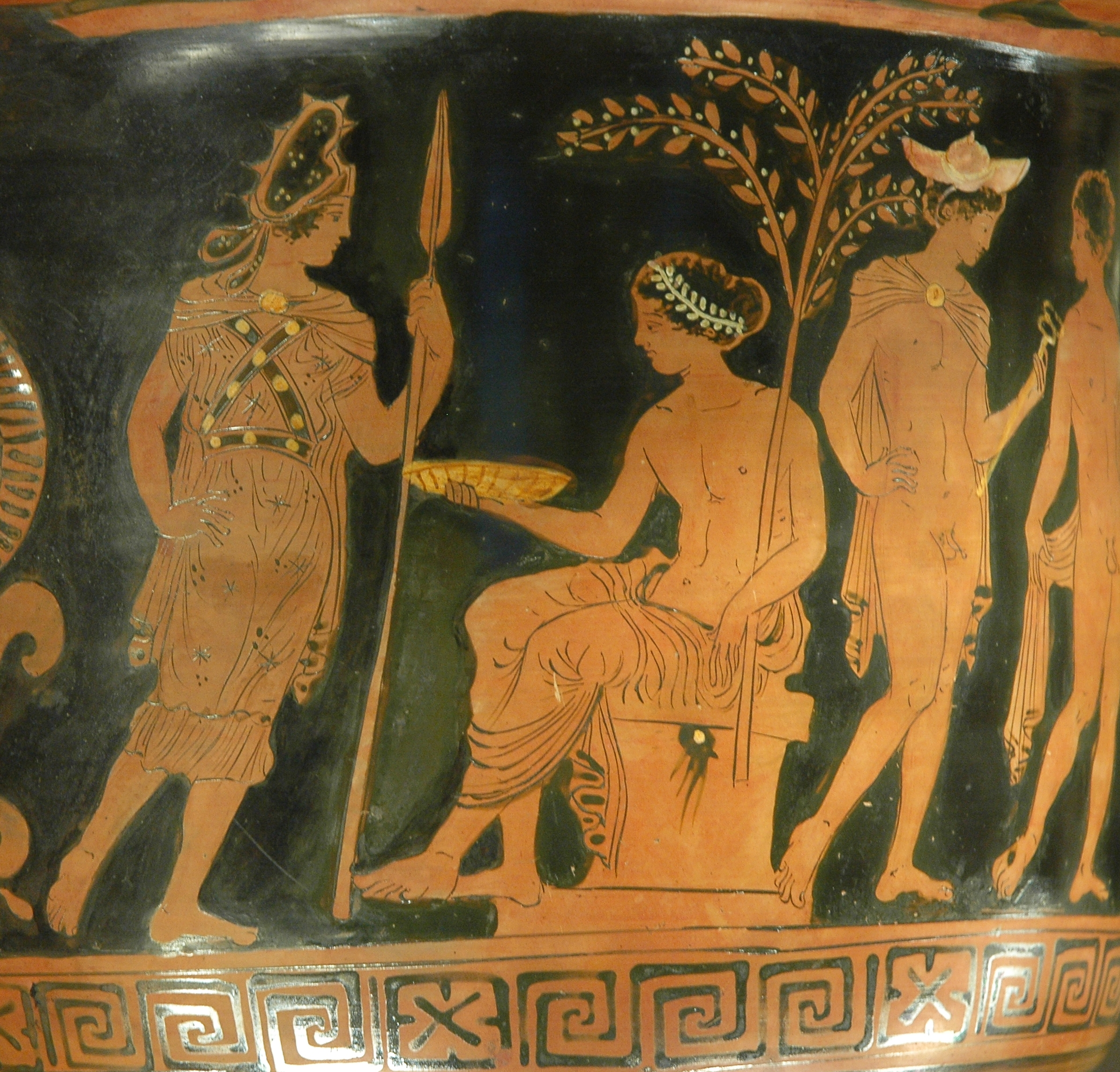
Bendis con un cappuccio della Tracia si avvicina ad Apollo seduto: cratere a figure rosse, 380-370 a.C. (Museo del Louvre, G 515)

Atene fu sempre molto interessata alla Tracia, territorio strategico per la sua posizione e le sue risorse naturali. Il primo scrittore a menzionare Bendis è Ipponatte (VI secolo a.C.), che la paragona a Cibele. Dato che viene nominata anche in due frammenti di Cratino e di Aristofane, probabilmente Bendis era molto nota ad Atene nella seconda metà del V secolo a.C. Grazie a Platone si sa che ad Atene le Bendidee (delle celebrazioni dedicate a Bendis) furono introdotte all'inizio di giugno 429 a.C., poco dopo la stipula di un'alleanza tra Atene e Sitalce, re degli Odrisi, il quale disponeva di un esercito di fanti e cavalieri ben addestrati: gli Ateniesi concessero la prossenia al genero di Sitalce, Ninfodoro di Abdera, e la cittadinanza ateniese a un figlio di Sitalce, Sadoco, e forse introdussero nella loro città il culto di Bendis per consolidare i loro legami colla Tracia. L'introduzione di una divinità straniera, che aveva motivazioni non religiose, ma politiche, era un atto senza precedenti per la polis attica.
Secondo Christopher Planeaux il culto di Bendis in Attica si sviluppò gradualmente, non fu introdotto improvvisamente: fu introdotto da immigrati traci negli anni 440 a.C.; fu dotato di un tempio e di feste dedicate (le Bendidee) nel 429 a.C.; fu ufficializzato dallo stato nel 413 a.C.; prese interamente il controllo delle Bendidee in una data imprecisata tra il 413 e il 330 a.C.
Un possibile terminus ante quem per l'introduzione ad Atene del culto di Bendis è il 429/428 a.C., periodo a cui risale un'iscrizione menzionante il tesoro della dea presso il Pireo. Questo, però, non significa automaticamente che le Bendidee siano state introdotte in quell'anno: alcuni studiosi, basandosi su un decreto riguardante alcuni aspetti dell'organizzazione delle Bendidee, non accettano come data dell'introduzione delle Bendidee il 429 a.C., ma la posticipano al 413 a.C. Contro questa ipotesi, è stato notato che nel 413 a.C. la Tracia aveva scarsissima importanza per Atene, mentre nel 429 a.C. era appena stata conclusa un'importante alleanza militare: nel 413 a.C. gli Ateniesi non avrebbero avuto alcun motivo cogente per introdurre una divinità straniera in patria. Inoltre, sarebbe difficile spiegare la ricchezza del tesoro di Bendis nel 423 a.C., ricavabile da un'iscrizione, se non si ponesse l'introduzione delle Bendidee nel 429 a.C.
William Scott Ferguson espose una teoria che tuttora suscita opinioni contrastanti: le Bendidee sarebbero state introdotte nel 429 a.C. su ordine di Zeus per placare Bendis, che assieme ad Artemide, era ritenuta responsabile della buona salute, in particolare dei bambini (pur non essendo una divinità guaritrice in senso stretto), ritenuta responsabile della peste di Atene del 430 a.C. 
In vari casi Bendis è associata all'eroe guaritore Delotte, che è in piedi al suo fianco in alcuni rilievi (l'IN 462 del Ny Carlsberg Glyptotek e il BM 2155 del British Museum). Si sa che Delotte, strettamente legato a Bendis, era raffigurato come Asclepio. Christopher Planeaux fa notare che, poiché il culto di Asclepio fu introdotto ad Atene solo dopo la pace di Nicia (421 a.C.), prima di quest'epoca il culto di Delotte probabilmente ebbe una notevole importanza nell'area del Pireo, dove era associato a quello di Bendis: questa considerazione potrebbe sostenere l'ipotesi di Ferguson e quindi avvalorare la tesi che pone l'introduzione delle Bendidee nel 429 a.C.

### Luoghi di culto di Bendis in Attica
A seguito di un responso dell'oracolo di Dodona che aveva richiesto agli Ateniesi di concedere alcuni terreni per l'edificazione di un tempio dedicato alle divinità tracie, alcuni immigrati traci eressero, nel territorio di Atene, un tempio dedicato a Bendis. I Traci potevano adorare Bendis secondo le loro usanze e nel rispetto delle leggi ateniesi. Inoltre si sa che nel 404 a.C. esisteva un santuario dedicato a Bendis nella parte orientale del Pireo, vicino al tempio di Artemide Munichia. Un altro santuario privato, più piccolo di quello del Pireo, fu costruito presso il Laurio alla fine del IV secolo a.C.
Il fatto che il tempio di Bendis fosse vicino a quello di Artemide Munichia non era casuale. Artemide Munichia aveva attributi molto simili a quelli di Ecate, dea della Luna, visto che entrambe erano festeggiate il 16 munichione durante la luna piena e ad Ecate, durante la processione a Munichia, venivano offerti dei dolci rotondi con delle piccole torce corrispondente a quelle usate per la corsa dedicata a Bendis; il culto di Artemide Munichia era legato anche a quello di Artemide Brauronia, che conservava caratteristiche risalenti al Neolitico. Artemide Munichia, quindi, possedeva tratti un po' diversi da quelli comunemente attribuiti ad Artemide: proteggeva le donne in relazione ai cicli lunari, il matrimonio e la fertilità dell'uomo e della natura. Bendis, probabilmente, fu percepita dagli Ateniesi in modo simile: una divinità protettrice, strettamente legata alla natura e ai cicli vitali delle donne.
Delle iscrizioni della metà del IV secolo a.C. attestano il culto di Bendis sull'isola di Salamina.
Nelle miniere del Laurio, dove lavoravano molti Traci, sono state ritrovate delle statuette votive di Bendis e un'iscrizione a lei dedicata, del 300 a.C., sulla base di una statua.
In base alle fonti disponibili, si può affermare che il culto di Bendis, dotato di tre templi e di celebrazioni annuali, fu uno dei più importanti nell'Attica dell'età classica. Le ultime prove relative al culto di Bendis risalgono al III secolo a.C.: dopo questo periodo esso scomparve dall'Attica per ragioni sconosciute.

### Bendidee

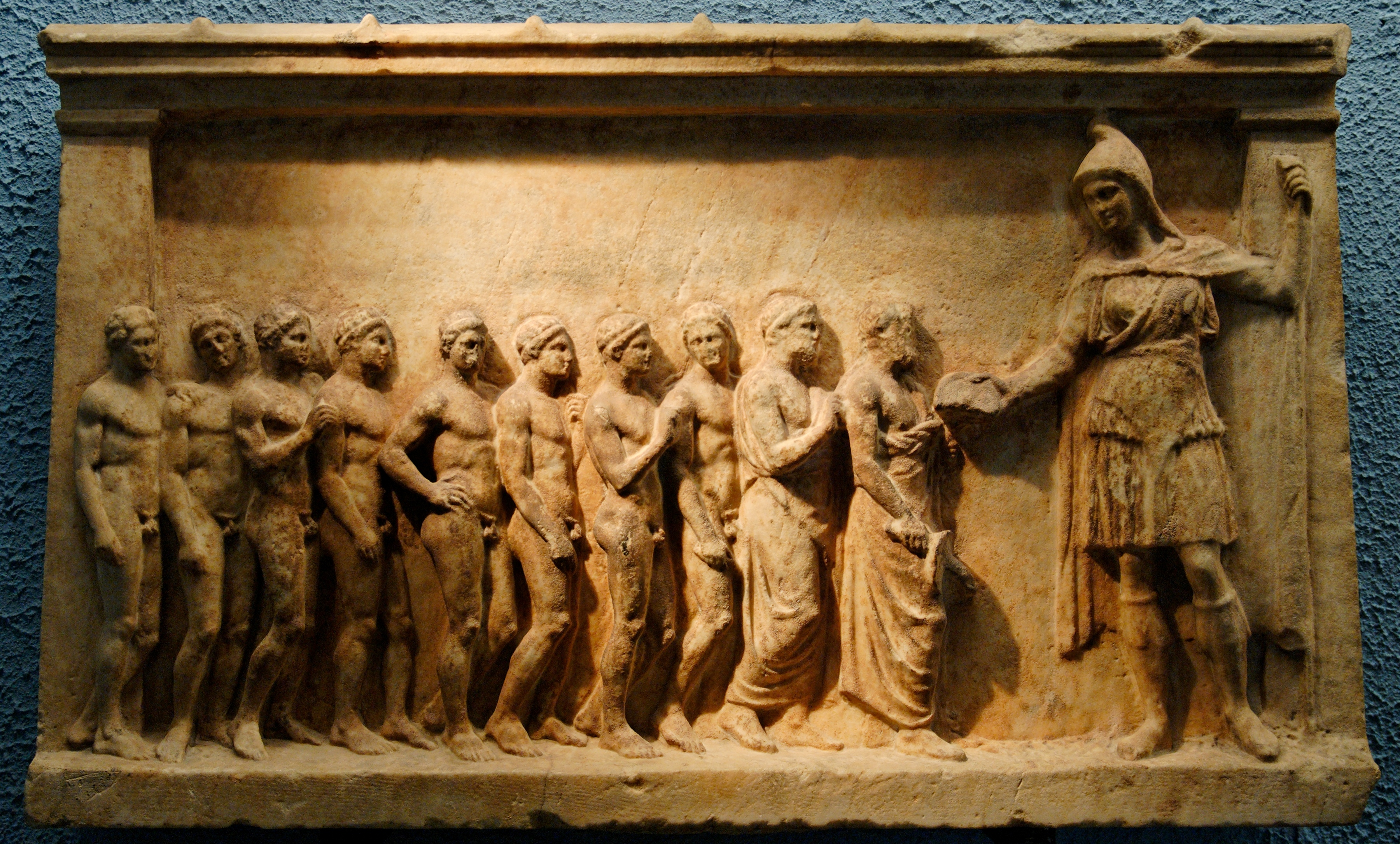
Rilievo, 400-375 a.C. (forse ritrovato al Pireo), raffigurante una processione di atleti nudi, forse i vincitori della corsa colle torce delle Bendidee, che adorano Bendis, raffigurata con tutti gli attributi da cacciatrice di Artemide: porta una lancia indossa un corto chitone, un indumento intimo aderente a maniche asiatiche, una pelle di animale, un mantello a cappuccio della Tracia fissato con una spilla e stivali alti (British Museum, BM 2155)

Le Bendidee, celebrate il 19-20 targelione, facevano parte delle feste religiose organizzate dallo stato ateniese (forse a partire dal 413 a.C.), che stanziava dei fondi per la loro preparazione.
L'evento più importante era la processione (in greco antico: πομπή?, pompé) della durata di un'intera giornata, alla quale partecipavano Ateniesi e Traci separatamente, che partiva dal Pritaneo e si concludeva presso il santuario della dea. Di sera c'erano delle corse notturne di portatori di torce a cavallo, citate da Platone all'inizio de La Repubblica:
(Platone, La Repubblica, 328)
Le celebrazioni e i sacrifici continuavano per tutta la notte presso il santuario del Pireo.

### Iconografia in Attica
Molti vasi attici rappresentano Bendis assieme ad altre divinità: in essi viene raffigurata pronta per la caccia (per questo era non di rado identificata con Artemide), con un corto chitone con cintura, una pelliccia (zeira), un cappello di pelle di volpe (alopekis) e degli stivali; spesso porta due lance (Bendis era chiamata "dalla doppia lancia", in greco antico: δίλογχος?) o delle altre armi, a volte ha in mano una patera o un altro tipo di vaso per raccogliere il sangue dei tori a lei sacrificati.